# Avro 571 Buffalo
L'Avro Buffalo est un avion biplace de torpillage et de bombardement britannique de l'entre-deux-guerres qui n'a pas dépassé le stade de prototype.

## Origine
Le programme 21/23 du Ministère de l'air britannique portait sur un appareil de torpillage et de bombardement embarqué devant remplacer le Blackburn Dart. Deux appareils furent officiellement retenus pour essais comparatifs, le Blackburn Ripon et le Handley Page Harrow (en) mais A.V. Roe & Co présenta un concurrent développé à risque privé par Roy Chadwick.

## Description
L’appareil s‘inspirait de l’Avro Bison. Biplane, la voilure avait une structure mixte bois et métal et un revêtement entoilé. Les plans, égaux en envergure et dotés d’une flèche importante, pouvaient se replier le long du fuselage. Le plan inférieur, en dièdre, était seul équipé d’ailerons. Le fuselage à structure tubulaire métallique, le revêtement étant en aluminium à l’avant et entoilé en arrière, recevait à l’avant le moteur 12 cylindres Napier Lion, dont le radiateur était escamotable. En arrière de la voilure le pilote disposait d’un poste ouvert offrant une excellente visibilité, précédant le poste du mitrailleur dorsal. Sous le poste de pilotage était aménagé une cabine ou étaient installés un poste de radio-navigation et le poste du bombardier, disposant d’une ouverture transparente vers le bas permettant aussi les missions de reconnaissance photographique. L’empennage, initialement identique à celui du Bison II, fut remplacé au début des essais par des surfaces rectangulaires avec compensation aérodynamique. L’incidence du plan fixe horizontal contreventé était réglable depuis le poste de pilotage. Le train d’atterrissage était sans essieu avec amortisseurs oléo-pneumatiques à longue course, mais aucune crosse d’appontage n’était prévue.

## Un seul prototype, mais deux versions
- Avro 571 Buffalo I : Le prototype [G-EBNW] effectua son premier vol à Hamble en juillet 1926[2] avec un moteur 12 cylindres Napier Lion Va de 450 ch. Évalué comparativement aux candidats officiels, le Buffalo fut jugé peu maniable et rejeté[3].
- Avro 572 Buffalo II : Roy Chadwick fit modifier en 1927 le prototype avec une nouvelle voilure entièrement métallique, équipé de fentes Handley Page de bord d’attaque, de saumons de voilure rectangulaires, d’ailerons aux deux plans et des moteurs Napier Lion XIA de 530 ch[1]. Ses modifications amélioraient sensiblement les performances du prototype, mais le Blackburn Ripon avait déjà été déclaré vainqueur du programme[3]. Converti en hydravion à flotteurs, le Buffalo fut acheté en juillet 1928 par l’Air Ministry, reçut le serial [N.239] et servit de banc d’essais au Marine Aircraft Experimental Establishment de Felixstowe.
- Avro 597 : En février 1927 fut proposé une version de bombardement léger qui resta au stade de la planche à dessin.

## Sources
1. 1 2 3 4  Flight 5 juillet 1928 p. 538
2. ↑  A.J. Jackson
3. 1 2  F.K. Mason